# Nathaniel Bowditch
Nathaniel Bowditch (n. 26 martie 1773, Salem, Cele treisprezece colonii, Regatul Marii Britanii – d. 16 martie 1838, Boston, Massachusetts) a fost un matematician american, cu contribuții deosebite în domeniul navigației.
Una dintre cele mai valoroase lucrări ale sale este The American Practical Navigator (1802).
În 1818 termină de tradus Traité de mécanique céleste a lui Laplace.